# Onllwyn
Onllwyn est un village et une communauté du pays de Galles situé dans le county borough de Neath Port Talbot. Au moment du recensement de 2011, il comptait 1 194 habitants.

## Géographie
Le village d'Onllwyn se trouve dans le nord du county borough de Neath Port Talbot, près de la frontière du Powys, au sud du massif des Brecon Beacons. Il est desservi par la route A4109, au nord-est du village voisin de Seven Sisters. Il est également traversé par l'ancienne voie ferrée de la Neath and Brecon Railway, qui ne transporte plus de voyageurs depuis 1962. La section entre Onllwyn et Neath reste utilisée pour le transport de marchandises.
Le ward électoral d'Onllwyn réunit également les villages de Banwen et Dyffryn Cellwen. Il relève de la circonscription parlementaire de Neath. Depuis les élections locales de 2012, le ward est représenté au borough council par le travailliste Ali Thomas.

## Histoire
L'exploitation du charbon joue un rôle majeur dans l'histoire d'Onllwyn aux XIXe et XXe siècles. Les cinq puits sont aujourd'hui fermés, mais le village abrite toujours un lavoir à charbon.
Onllwyn est le lieu du film Pride, racontant l'histoire de militants LGBT (Lesbians and Gays Support the Miners) recueillant des fonds en soutien à la grève des mineurs britanniques de 1984-1985.